# Razim-See
Der Razim-See oder Razelm-See (rumänisch Lacul Razim, lateinisch Halmyris) ist ein Lagunen-See südlich des Donaudeltas am Schwarzen Meer in Rumänien. Er ist mit 425 km² der größte See des Landes.

## Geographie

### Lage

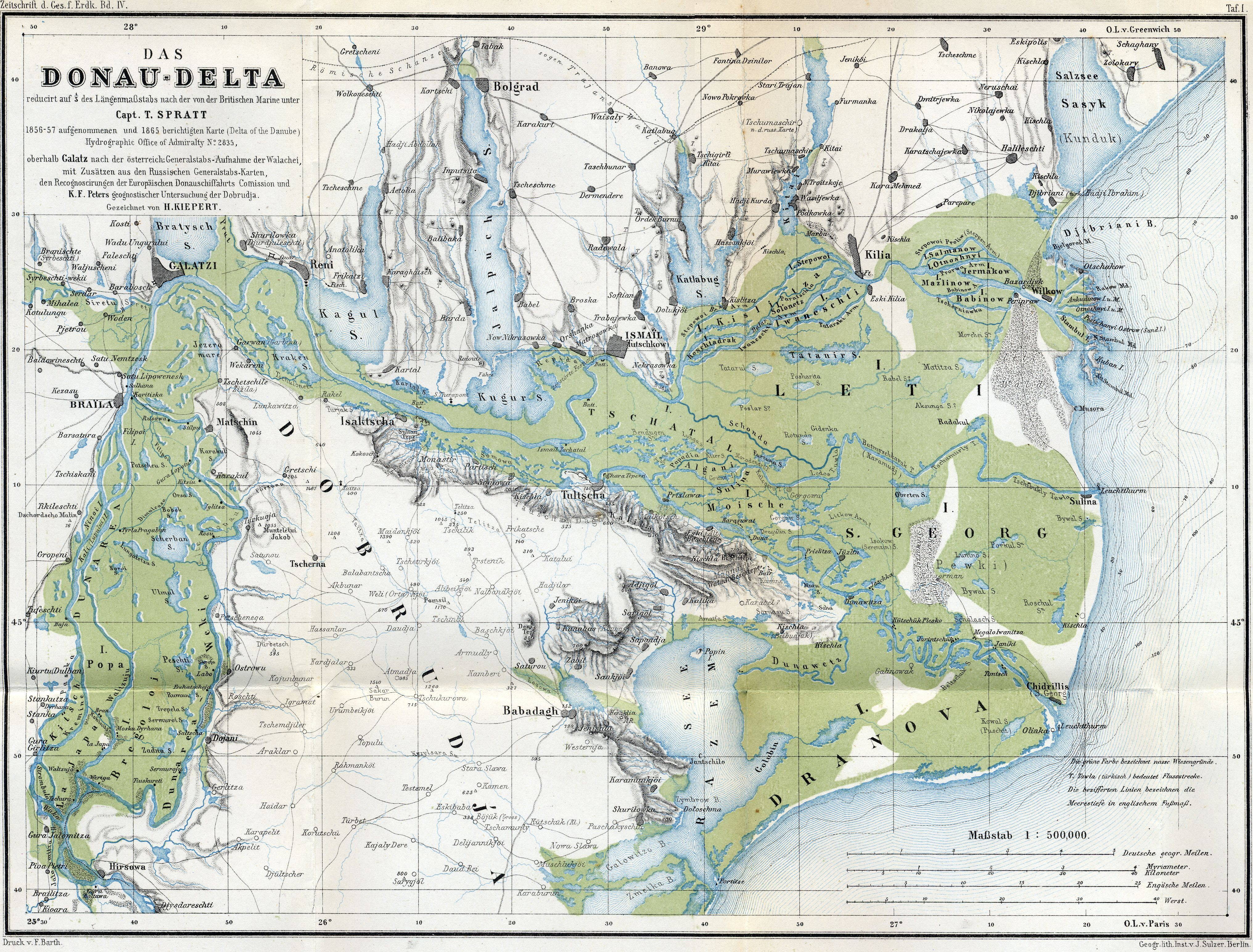
Der Razim-See (Razem-See) südwestlich des Donaudeltas, 1865

Der Razelm-See liegt in der historischen Region Nord-Dobrudscha im Südwesten des Biosphärenreservats Donaudelta, im Kreis Tulcea. Der See ist eine alte Bucht des Schwarzen Meeres, welche durch Anschwemmungen vom Meer getrennt wurde. Der Razelm-See wird im Norden vom Sfântu-Gheorghe-Arm – der südlichste Mündungsarm der Donau – von den Kanälen Dranov und Dunavăț gespeist, so dass sein Brackwasser stark versüßt wird und mündet bei Gura Portiței(⊙) ins Schwarze Meer.

### Ortschaften um den See
Die nächstgelegene Stadt ist die etwa 11 Kilometer (Luftlinie) vom See entfernte Kleinstadt Babadag. Weitere Orte sind die Gemeinde Sarichioi (deren eingemeindeten Dörfer Enisala und Sabangia), die Dörfer Iazurile und Colina.

### Angrenzende und nahegelegene Seen
Angrenzend an den Razelm-See sind im Süden der Golowiza-See (Lacul Golovița) und der Sălcioara-See; in unmittelbarer Entfernung der Smeika- (Lacul Smeica) und der Sinoe-See (Lacul Sinoe). Im Westen des Razelm-Sees liegt der Babadag-, im Norden der Calica- und im Osten befindet sich der Dranov-See.
Eine Verbindung zwischen dem Razelm- und dem Babadag-See ist der Enisala-Kanal.

## Klima
Das Klima des Razelm-Sees sind trockene Sommer, kalte und trockene Winter; beeinflusst durch die Nähe des Schwarzen Meeres. Die durchschnittliche Temperatur liegt bei 11 °C; die Niederschlagsmenge bei 400–450 mm pro Jahr.

## Sehenswürdigkeiten
- Die Popina-Insel (47 m ü. M.⊙) befindet sich im nördlichen Teil des Razelm-Sees.[5]
- Die Ruinen der Burg Enisala,(⊙)[6] Ende des 14./Anfang des 15. Jahrhunderts errichtet, steht unter Denkmalschutz.[7]
- Die Ruinen von Orgame/Argamum

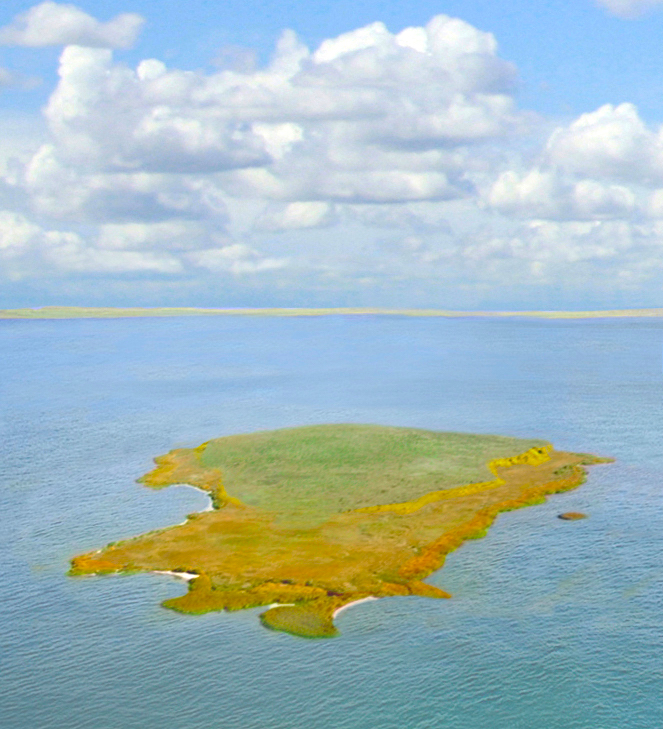
Popina-Insel
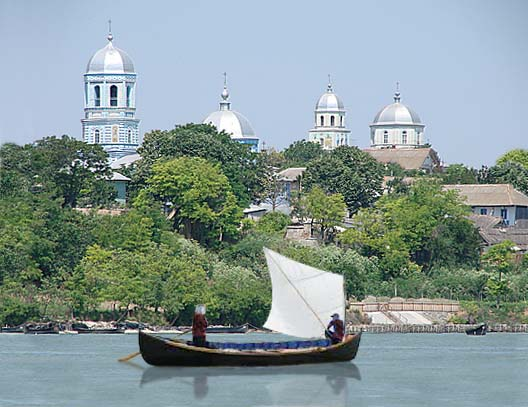
Blick aufs Kloster Sarichioi
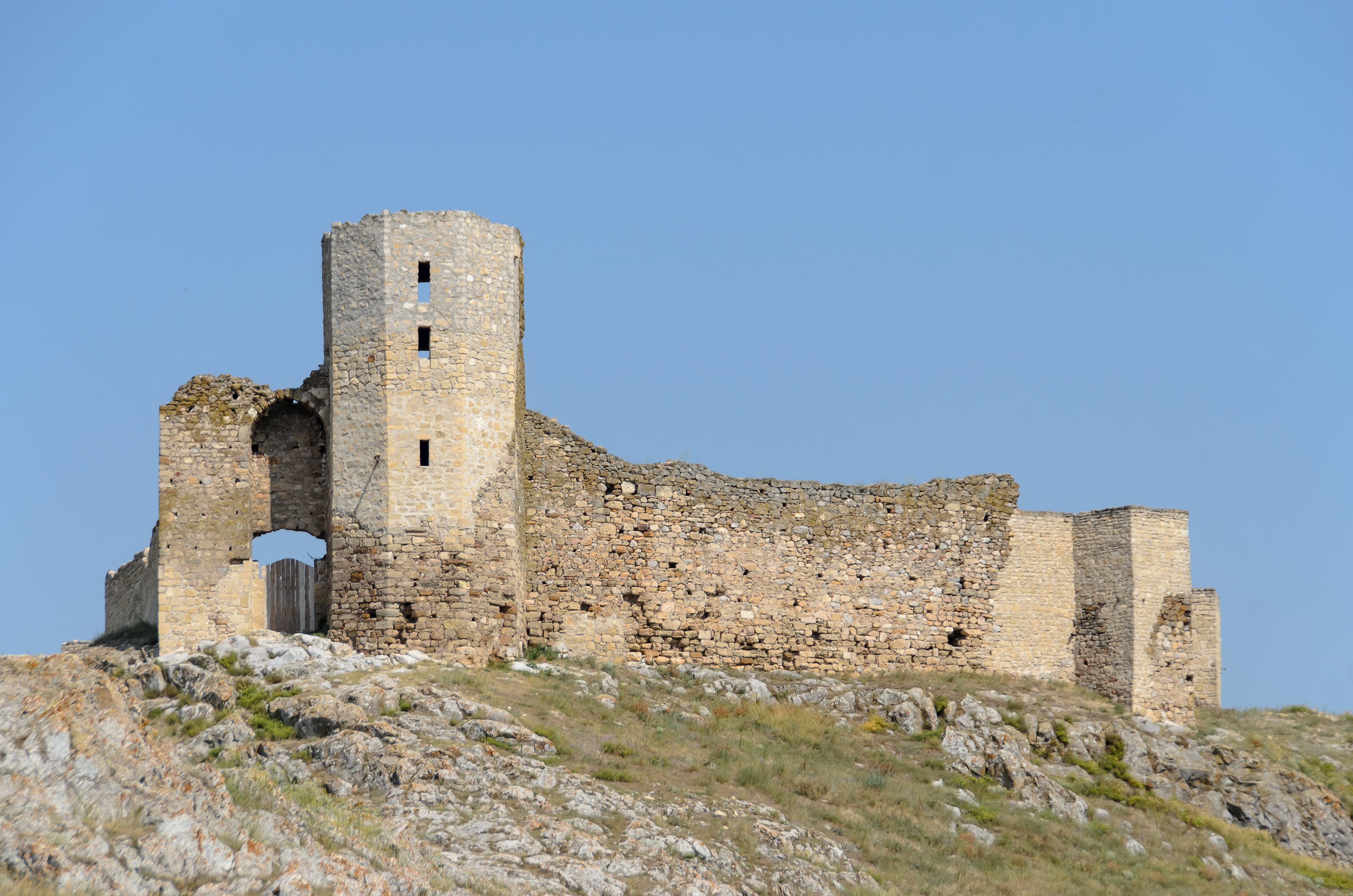
Ruinen der Burg Enisala